# Time Flies... 1994-2009
Albums de Oasis
Dig Out Your Soul
(2008)
 Time Flies ... 1994-2009 est une compilation du groupe de rock anglais Oasis sortie le 14 juin 2010. Elle contient les vingt-sept singles sortis au Royaume-Uni par le groupe entre 1994 et 2009. Sunday Morning Call n'est pas présent dans la liste des morceaux, mais apparaît en tant que morceau caché à la suite de Falling Down sur la dernière piste. L'album contient également les chansons Whatever et Lord Don't Slow Me Down, qui n'étaient jusqu'à ce jour sur aucun album du groupe. Une édition deluxe contenant tous les clips du groupe et un disque de leur performance au Roundhouse à Londres le 21 juillet 2009 est également publiée.

## Pochette
La pochette de l'album est une photo du public prise lors du gigantesque concert de Knebworth en 1996 qui, en deux soirs, rassembla plus de 250 000 personnes.

## Liste des titres
Toutes les chansons ont été composées par Noel Gallagher sauf Whatever (où Neil Innes est crédité comme coauteur), Songbird et I'm Outta Time (ces deux dernières ont été composées par Liam).
| No  | Titre                                                                             | Album d'origine                                                                                       | Durée       |
| --- | --------------------------------------------------------------------------------- | --- | ----------- |
| 1.  | Supersonic                                                                        | Definitely Maybe (1994)                                                                               | 4:43        |
| 2.  | Roll With It                                                                      | (What's the Story) Morning Glory? (1995)                                                              | 3:59        |
| 3.  | Live Forever                                                                      | Definitely Maybe (1994)                                                                               | 4:36        |
| 4.  | Wonderwall                                                                        | (What's the Story) Morning Glory? (1995)                                                              | 4:18        |
| 5.  | Stop Crying Your Heart Out                                                        | Heathen Chemistry (2002)                                                                              | 5:03        |
| 6.  | Cigarettes & Alcohol                                                              | Definitely Maybe (1994)                                                                               | 4:48        |
| 7.  | Songbird                                                                          | Heathen Chemistry (2002)                                                                              | 2:05        |
| 8.  | Don't Look Back in Anger                                                          | (What's the Story) Morning Glory? (1995)                                                              | 4:53        |
| 9.  | The Hindu Times                                                                   | Heathen Chemistry (2002)                                                                              | 3:11        |
| 10. | Stand by Me                                                                       | Be Here Now (1997)                                                                                    | 5:56        |
| 11. | Lord Don't Slow Me Down                                                           | Lord Don't Slow Me Down (single hors album) (2007)                                                    | 3:21        |
| 12. | Shakermaker                                                                       | Definitely Maybe (1994)                                                                               | 5:08        |
| 13. | All Around the World                                                              | Be Here Now (1997)                                                                                    | 9:20        |
| 14. | Some Might Say                                                                    | (What's the Story) Morning Glory? (1995)                                                              | 5:29        |
| 15. | The Importance Of Being Idle                                                      | Don't Believe the Truth (2005)                                                                        | 3:39        |
| 16. | D'You Know What I Mean?                                                           | Be Here Now (1997)                                                                                    | 7:42        |
| 17. | Lyla                                                                              | Don't Believe the Truth (2005)                                                                        | 5:10        |
| 18. | Let There Be Love                                                                 | Don't Believe the Truth (2005)                                                                        | 5:31        |
| 19. | Go Let It Out                                                                     | Standing on the Shoulder of Giants (2000)                                                             | 4:38        |
| 20. | Who Feels Love?                                                                   | Standing on the Shoulder of Giants (2000)                                                             | 5:44        |
| 21. | Little By Little                                                                  | Heathen Chemistry (2002)                                                                              | 4:52        |
| 22. | The Shock Of The Lightning                                                        | Dig Out Your Soul (2008)                                                                              | 5:00        |
| 23. | She Is Love                                                                       | Heathen Chemistry (2002)                                                                              | 3:09        |
| 24. | Whatever                                                                          | Whatever (single hors album) (1994)                                                                   | 6:21        |
| 25. | I'm Outta Time                                                                    | Dig Out Your Soul (2008)                                                                              | 4:10        |
| 26. | Falling Down / Sunday Morning Call (chanson cachée après deux minutes de silence) | Dig Out Your Soul (2008) / Standing on the Shoulder of Giants (2000)                                  | 4:21 / 5:14 |
| 27. | Don't Go Away                                                                     | Be Here Now (Single US, bonus sur l'édition japonaise, avec la chanson cachée sur cette piste) (1997) | 4:49        |

- Les titres 1 à 13 sont sur le disque 1.
- Les titres 14 à 26 sont sur le disque 2.

### Disque 3:Live at iTunes Festival 2009
1. Rock 'n' Roll Star
2. Lyla
3. The Shock of the Lightning
4. Cigarettes & Alcohol *
5. Roll with It
6. The Masterplan *
7. Songbird
8. Slide Away *
9. Morning Glory
10. Half the World Away
11. I'm Outta Time
12. Wonderwall
13. Supersonic *
14. Live Forever *
15. Don't Look Back in Anger
16. Champagne Supernova

Tous les titres ont été enregistrés au Roundhouse de Londres pendant l'iTunes Festival 2009.
Les titres Waiting For The Rapture, My Big Mouth et I Am the Walrus ne sont pas présents sur le CD bien qu'ils aient été interprétés par le groupe durant ce concert.

* =publié dans le cadre de l'iTunes Festival 2009 EP